# Tavoleto
Tavoleto – miejscowość i gmina we Włoszech, w regionie Marche, w prowincji Pesaro i Urbino.

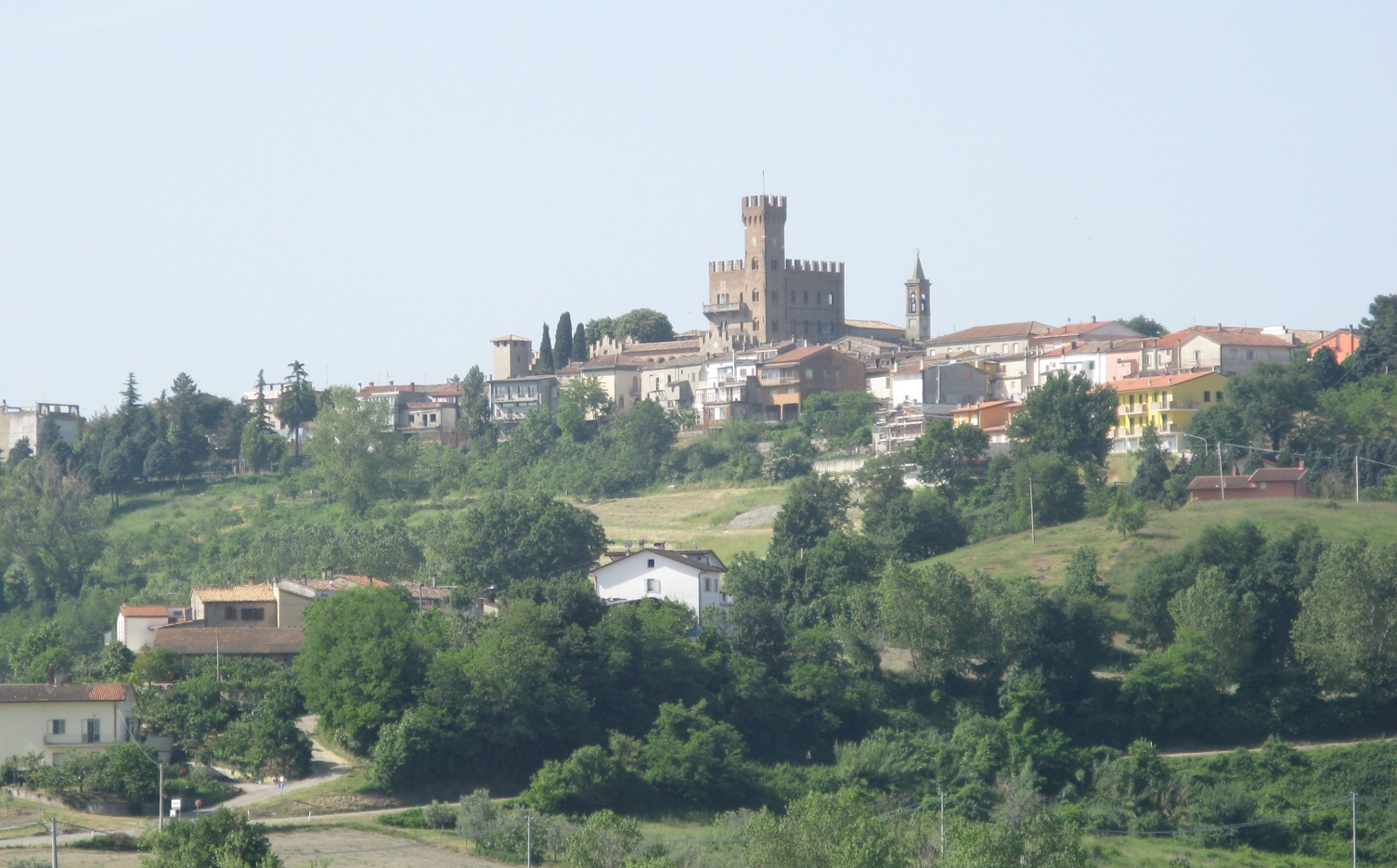
Tavoleto

Według danych na rok 2004 gminę zamieszkiwało 818 osób, 74,4 os./km².